# La Passante du Sans-Souci
La Passante du Sans-Souci är en fransk-tysk dramafilm från 1982 i regi av Jacques Rouffio.
Filmen är baserad på Joseph Kessels roman La Passante du Sans-Souci.

## Rollista i urval
- Romy Schneider - Elsa Wiener / Lina Baumstein
- Michel Piccoli - Max Baumstein
  - Wendelin Werner - Max som ung
- Helmut Griem - Michel Wiener
- Dominique Labourier - Charlotte Maupas
- Mathieu Carrière - Ruppert von Legaart / Federico Lego
- Marcel Bozonnet - Mercier
- Christiane Cohendy - Hélène Nolin
- Véronique Silver - domaren
- Maria Schell - Anna Hellwig